# Yili Lu
Yili Lu (chiń. 伊犁路站) – stacja początkowa metra w Szanghaju, na linii 10. Zlokalizowana jest pomiędzy stacjami Songyuan Lu i Shuicheng Lu. Została otwarta 10 kwietnia 2010.